# Састре, Хоан
Хоан Састре Ванрель (исп. Joan Sastre Vanrell; род. 30 апреля 1997, Поррерас, Балеарские Острова) — испанский футболист, защитник клуба ПАОК.

## Клубная карьера
Састре — воспитанник клуба «Мальорка». 10 сентября 2015 года в матче Кубка Испании против «Уэски» Хоан дебютировал за основной состав. 10 декабря 2017 года в поединке против «Бадалона» Хоан забил свой первый гол за «Мальорку». По итогам сезона Састре помог команде выйти в более высокий дивизион. 4 ноября 2018 года в матче против «Овьедо» он дебютировал в Сегунде. По итогам сезона Хоан помог команде выйти в элиту. 17 августа 2019 года в матче против «Эйбара» он дебютировал в Ла Лиге.
В начале 2022 года Састре был арендован греческим ПАОКом. 23 января в матче против «Волоса» он дебютировал в греческой Суперлиге. В этом же поединке Хоан забил свой первый гол за ПАОК. По окончании аренды клуб выкупил трансфер игрока. 